# Pelle di bandito
Pelle di bandito è un film del 1969 diretto da Piero Livi, ambientato in Sardegna ed ispirato alla storia di Graziano Mesina.

## Trama
Sardegna. Mariano De Linna finisce in carcere a seguito ad un omicidio di un membro della famiglia rivale. Riesce però ad evadere insieme ad uno spagnolo di nome Pedro Alfonso Rodriguez Gomez che era in carcere per un furto d'auto. I due iniziano la loro attività criminale, assoldando degli uomini divenendo loro scagnozzi e organizzando sequestri di molte personalità ricche per usarli come armi di riscatto. Ma, durante uno scontro a fuoco da parte della polizia Pedro viene ucciso e Mariano si consegna alle forze dell'ordine.